# Tour de Blood Sugar Sex Magik
El Tour de Blood Sugar Sex Magik fue una gira de conciertos de música de Red Hot Chili Peppers para promocionar su álbum Blood Sugar Sex Magik. La gira término prematuramente cuando el guitarrista John Frusciante dejó la banda debido a problemas con su éxito creciente. Para los conciertos restantes Arik Marshall lo reemplazó, pero fue despedido tan pronto como el tour terminó. 

## Canciones tocadas
- Blackeyed Blonde
- Blood Sugar Sex Magik
- Breaking The Girl
- Catholic School Girls Rule (primera vez que se tocó con John Frusciante y Chad Smith)
- Fela's Cock
- Freaky Styley
- Funky Crime
- Funky Monks (Tocada solo una vez)
- Get Up And Jump
- Give It Away
- Green Heaven
- Higher Ground
- I Could Have Lied
- If You Have To Ask
- Love Trilogy
- Magic Johnson
- Me And My Friends
- Mommy Where's Daddy
- My Lovely Man
- Nevermind
- Nobody Weird Like Me
- Organic Anti-Beat Box Band
- Out In L.A.
- Party On Your Pussy
- The Power Of Equality
- Pretty Little Ditty (no se tocó nunca completa)
- Search And Destroy
- Sexy Mexican Maid (no se tocó nunca completa)
- Sir Psycho Sexy (tocada solo una vez)
- Skinny Sweaty Man
- Stone Cold Bush
- Subterrenean Homesick Blues
- Subway To Venus
- Suck My Kiss
- They're Red Hot
- Thirty Dirty Birds
- Under The Bridge
- Yertle The Turtle

## Otras canciones tocadas (usadas como introducciones, jams o canciones cantadas por John o Flea)
- After Hours (Velvet Underground)
- Anarchy In The U.K. (Sex Pistols)
- Atomic Dog (Parliament Funk)
- Bullet Proof (George Clinton)
- Castles Made Of Sand (Jimi Hendrix)
- Cosmic Slop (Parliament Funkadelic)
- Crosstown Traffic (Jimi Hendrix)
- Dazed And Confused (Led Zeppelin)
- Fopp (Ohio Players)
- Gimmie Gimmie Gimmie (Black Flag)
- Good God (James Brown)
- Good To Your Earhole (Parliament Funkadelic)
- Happy #12 & #35 (Thelonious Monster)
- Heard It On The X (ZZ Top)
- If You Got Funk, You Got Style (Parliament Funkadelic)
- My Automobile (Parliament Funkadelic)
- The Needle And The Damage Done (Neil Young)
- New Age (Velvet Underground)
- No Head No Backstage Pass (Parliament Funkadelic)
- Orange Claw Hammer (Captain Beefheart)
- Poptones (Public Image Ltd)
- Pot Sharing Tots (George Clinton)
- Rapper's Delight (Sugar Hill Gang)
- Red Hot Mama (Parliament Funkadelic)
- Sammy Hagar Weekend (Thelonious Monster)
- Standing On The Verge Of Getting It On (Parliament Funkadelic)
- Sunday Morning (Velvet Underground)
- Superstar
- Sweet Jane (Velvet Underground)
- Ten To Butter Blood Voodoo (John Frusciante)
- What Is Soul? (Parliament Funkadelic)

## Fechas de concierto

### Primeros shows
| Date                   | City            | Venue               |
| ---------------------- | --------------- | ------------------- |
| febrero ??, 1991       | Los Ángeles, CA | City Hall           |
| febrero ??, 1991       | Nueva York, NY  | The China Club      |
| 8 de febrero, 1991     | Honolulu, HI    | Pink's Garage       |
| 9 de febrero, 1991     | Honolulu, HI    | Pink's Garage       |
| 18 de abril, 1991      | Los Ángeles, CA | Hollywood Palladium |
| 27 de septiembre, 1991 | Los Ángeles, CA | Music Machine       |

### Manga Norteamericana I
| Date                  | City               | Venue                             |
| --------------------- | ------------------ | --------------------------------- |
| 16 de octubre, 1991   | Madison, WI        | Oscar Mayer Theater               |
| 17 de octubre, 1991   | DeKalb, IL         | Duke Ellington Ballroom           |
| 19 de octubre, 1991   | Ames, IA           | Stephens Auditorium               |
| 20 de octubre, 1991   | Omaha, NE          | Peony Park Ballroom               |
| 22 de octubre, 1991   | Milwaukee, WI      | Central Park Ballroom             |
| 23 de octubre, 1991   | East Lansing, MI   | M.S.U. Auditorium                 |
| 25 de octubre, 1991   | Pittsburgh, PA     | A.J. Palumbo Theatre              |
| 26 de octubre, 1991   | Cleveland, OH      | Music Hall                        |
| 27 de octubre, 1991   | Rochester, NY      | Auditorium Theatre                |
| 29 de octubre, 1991   | Toronto, ON        | Concert Hall                      |
| 30 de octubre, 1991   | Toronto, ON        | Concert Hall                      |
| 1 de noviembre, 1991  | Boston, MA         | Walter Brown U Boston Are         |
| 2 de noviembre, 1991  | Burlington, VT     | Memorial Auditorium               |
| 3 de noviembre, 1991  | Springfield, MA    | Civic Centre                      |
| 5 de noviembre, 1991  | Troy, NY           | RPI Fieldhouse                    |
| 7 de noviembre, 1991  | Syracuse, NY       | Landmark Theatre                  |
| 8 de noviembre, 1991  | Upper Darby, PA    | Tower Theatre                     |
| 9 de noviembre, 1991  | Washington, D.C.   | Bender Arena                      |
| 11 de noviembre, 1991 | Nueva York, NY     | Roseland Ballroom                 |
| 12 de noviembre, 1991 | Nueva York, NY     | Roseland Ballroom                 |
| 13 de noviembre, 1991 | Warwick, RI        | Rocky Point Palladium             |
| 15 de noviembre, 1991 | Nueva York, NY     | Roseland Ballroom                 |
| 16 de noviembre, 1991 | Nueva York, NY     | Roseland Ballroom                 |
| 17 de noviembre, 1991 | State College, PA  | Rec. Hall                         |
| 19 de noviembre, 1991 | Columbus, OH       | Veterans Memorial                 |
| 20 de noviembre, 1991 | Kalamazoo, MI      | Wings Stadium                     |
| 22 de noviembre, 1991 | Detroit, MI        | The State Theatre                 |
| 23 de noviembre, 1991 | Detroit, MI        | The State Theatre                 |
| 24 de noviembre, 1991 | Indianápolis, IN   | Indianápolis Convention Center    |
| 26 de noviembre, 1991 | Normal, IL         | Illinois State University         |
| 27 de noviembre, 1991 | Cincinnati, OH     | Gardens                           |
| 29 de noviembre, 1991 | Chicago, IL        | Veterans Memorial                 |
| 30 de noviembre, 1991 | St. Paul, MN       | Roy Wilkins Auditorium            |
| 2 de diciembre, 1991  | San Luis, MO       | American Theater                  |
| 3 de diciembre, 1991  | San Luis, MO       | American Theater                  |
| 4 de diciembre, 1991  | Kansas City, KS    | Soldiers and Sailors Memorial     |
| 6 de diciembre, 1991  | Nueva Orleans, LA  | Municipal Auditorium              |
| 7 de diciembre, 1991  | Houston, TX        | The Unicorn                       |
| December 8, 1991      | Austin, TX         | City Coliseum                     |
| December 11, 1991     | Houston, TX        | Bronco Bowl                       |
| December 12, 1991     | Norman, OK         | Hollywood Theater                 |
| December 14, 1991     | Denver, CO         | Denver Coliseum                   |
| December 15, 1991     | Salt Lake City, UT | DV8                               |
| December 19, 1991     | San Diego, CA      | O'Brien Pavilion                  |
| December 24, 1991     | Nueva York, NY     |                                   |
| December 27, 1991     | Los Ángeles, CA    | Los Angeles Memorial Sports Arena |
| December 28, 1991     | San Diego, CA      | O'Brien Pavilion                  |
| December 29, 1991     | Tempe, AZ          | ASU Centre                        |
| December 31, 1991     | San Francisco, CA  | MTV Studios                       |
| December 31, 1991     | San Francisco, CA  | Cow Palace                        |
| January 2, 1992       | Salem, OR          | Salem Armory                      |
| January 3, 1992       | Seattle, WA        | Centre Arena                      |
| January 4, 1992       | Vancouver, BC      | P.N.E Fórum                       |

### European Leg I
This leg was titled the Less Whores More Museums Tour. April 4th was the final U.S. show with John Frusciante.
| Date                | City                                  | Venue                   |
| ------------------- | ------------------------------------- | ----------------------- |
| February 1, 1992    | Seattle, WA                           | Centre Arena            |
| February 2, 1992    | Vancouver, BC                         | P.N.E Fórum             |
| February 3, 1992    | Vancouver, Columbia Británica, Canadá | P.N.E Fórum             |
| February 11, 1992   | Róterdam, Netherlands                 | Ahoy                    |
| February 12, 1992   | Hamburgo, Alemania                    | Docks                   |
| February 13, 1992   | Hamburgo, Alemania                    | Docks                   |
| February 15, 1992   | Bruselas, Bélgica                     | Deinze                  |
| February 16, 1992   | París, Francia                        | Le Zenith               |
| February 22, 1992   | Nueva York, Nueva York                | Saturday Night Live     |
| February 25, 1992   | Múnich, Alemania                      | Theaterfabrik           |
| February 26, 1992   | Múnich, Alemania                      | Theaterfabrik           |
| February 27, 1992   | Fráncfort del Meno, Alemania          | Kongresshalle           |
| February 29, 1992   | París, Francia                        | Pavilion Gabriel        |
| 1 de marzo de 1992  | Milán, Italia                         | Palatrussardi           |
| 4 de marzo de 1992  | Birmingham, Reino Unido               | Hummingbird             |
| 5 de marzo de 1992  | Liverpool, Reino Unido                | Royal Court Theatre     |
| 7 de marzo de 1992  | Dublín, Irlanda                       | Dublin Stadium          |
| 8 de marzo de 1992  | Belfast, Reino Unido                  | Ulster Hall             |
| 10 de marzo de 1992 | Glasgow, Reino Unido                  | Barrowland Ballroom     |
| March 11, 1992      | Mánchester, Reino Unido               | Carling Academy         |
| March 13, 1992      | Londres, Reino Unido                  | Brixton Academy         |
| March 14, 1992      | Londres, Reino Unido                  | Brixton Academy         |
| March 16, 1992      | Bielefeld, Alemania                   | PC69                    |
| March 18, 1992      | Ludwigsburg, Alemania                 | Fórum Am Schlosspark    |
| March 19, 1992      | Düsseldorf, Alemania                  | Philipshalle            |
| March 20, 1992      | Neumarkt, Alemania                    | Jurahalle               |
| March 22, 1992      | Berlín, Alemania                      | Die Halle               |
| March 25, 1992      | Poznań, Polonia                       | Hala Arena              |
| March 26, 1992      | Varsovia, Polonia                     | Dziesieciolecia Stadion |
| April 1, 1992       | ??, ??                                | ABC TV Show             |
| April 4, 1992       | Los Ángeles, CA                       | Hollywood Palladium     |

### Japanese Leg
On May 7 (after that nights performance), guitarist John Frusciante quit the band. This resulted in the rest of the Japanese leg being cancelled, as well as an Australian leg, which the band would have played after the Japanese leg.
| Date         | City            | Venue                           |
| ------------ | --------------- | ------------------------------- |
| May 1, 1992  | Yokohama, Japón | Cultural Gymnasium              |
| May 3, 1992  | Osaka, Japón    | Moda Hall                       |
| May 4, 1992  | Osaka, Japón    | Moda Hall                       |
| May 6, 1992  | Nagoya, Japón   | Diamond Hall                    |
| May 7, 1992  | Saitama, Japón  | Sonic City                      |
| May 8, 1992  | Tokio, Japón    | Shibuya Public Hall (CANCELLED) |
| May 10, 1992 | Kioto, Japón    | Kyoto Memorial Hall (CANCELLED) |

### North American Leg II -Lollapalooza
The band took a brief amount of time off after John Frusciante quit, and hired replacement guitarist Arik Marshall (who appeared with them in the videos for "Breaking the Girl" and "If You Have to Ask").
| Date               | City              | Venue                           |
| ------------------ | ----------------- | ------------------------------- |
| July 4, 1992       | Torhout, Belgium  | Torhout Festival                |
| July 5, 1992       | Werchter, Belgium | Rock Werchter                   |
| July 18, 1992      | San Francisco, CA | Shoreline Amphitheater          |
| July 19, 1992      | San Francisco, CA | Shoreline Amphitheater          |
| July 21, 1992      | Vancouver, BC     | UBC Field                       |
| July 22, 1992      | Bremerton, WA     | Kitsap County Fairgrounds       |
| July 25, 1992      | Denver, CO        | Fiddler's Green Amphitheatre    |
| July 27, 1992      | San Luis, MO      | Riverort Amphitheater           |
| July 28, 1992      | Cincinnati, OH    | Riverbend Amphitheatre          |
| July 29, 1992      | Cleveland, OH     | Blossom Music Center            |
| July 31, 1992      | Detroit, MI       | Pine Knob Amphitheatre          |
| August 1, 1992     | Detroit, MI       | Pine Knob Amphitheatre          |
| August 2, 1992     | Chicago, IL       | World Amphitheater              |
| August 4, 1992     | Detroit, MI       | Saratoga Performing Arts Center |
| August 5, 1992     | Toronto, ON       | Molson Amphitheatre             |
| August 7, 1992     | Boston, MA        | Great Wood                      |
| August 8, 1992     | Boston, MA        | Great Wood                      |
| August 9, 1992     | Wantagh, NY       | Nikon at Jones Beach Theater    |
| August 11, 1992    | Wantagh, NY       | Nikon at Jones Beach Theater    |
| August 12, 1992    | Stanhope, NJ      | Waterloo Village                |
| August 14, 1992    | Alexandria, VA    | Lake Fairfax                    |
| August 16, 1992    | Pittsburgh, PA    | Starlake Amphitheater           |
| August 18, 1992    | Raleigh, NC       | Walnut Creek Amphitheater       |
| August 20, 1992    | Atlanta, GA       | Lakewood Amphitheater           |
| August 22, 1992    | Miami, FL         | Bicentennial Park               |
| August 23, 1992    | Orlando, FL       | Central Fairgrounds             |
| August 25, 1992    | Charlotte, NC     | Blockbuster Pavilion            |
| August 28, 1992    | Minneapolis, MN   | Harriet Island                  |
| August 29, 1992    | East Troy, WI     | Alpine Valley Music Theatre     |
| September 1, 1992  | Atlanta, GA       | Lakewood Amphitheater           |
| September 4, 1992  | New Orleans, LA   | UNO Soccer Field                |
| September 5, 1992  | Houston, TX       | Ft. Bend County Fairgrounds     |
| September 6, 1992  | Dallas, TX        | Starplex Amphitheater           |
| September 8, 1992  | Phoenix, AZ       | Desert Sky Pavilion             |
| September 9, 1992  | Los Ángeles, CA   | MTV Video Music Awards          |
| September 11, 1992 | Irvine, CA        | Irvine Meadows                  |
| September 12, 1992 | Irvine, CA        | Irvine Meadows                  |
| September 13, 1992 | Irvine, CA        | Irvine Meadows                  |
| September 27, 1992 | Los Ángeles, CA   | Hollywood Palladium             |

### Australian/New Zealand Leg
| Date             | City                    | Venue                         |
| ---------------- | ----------------------- | ----------------------------- |
| October 6, 1992  | Brisbane, Australia     | Brisbane Entertainment Centre |
| October 7, 1992  | Brisbane, Australia     | Brisbane Entertainment Centre |
| October 9, 1992  | Sídney, Australia       | Sídney Entertainment Centre   |
| October 10, 1992 | Sídney, Australia       | Sídney Entertainment Centre   |
| October 13, 1992 | Sídney, Australia       | Sídney Entertainment Centre   |
| October 15, 1992 | Adelaide, Australia     | Adelaide Entertainment Centre |
| October 17, 1992 | Perth, Australia        | Perth Entertainment Centre    |
| October 20, 1992 | Melbourne, Australia    | Festival Hall                 |
| October 21, 1992 | Melbourne, Australia    | Festival Hall                 |
| October 27, 1992 | Wellington, New Zealand | Winter Show Buildings         |
| October 28, 1992 | Auckland, New Zealand   | Mt Smart Stadium Supertop     |

### 1993 Shows
The band played their final full show with Arik Marshall on February 9th and their last performance with him was at the 1993 Grammy Awards on February 24th where they were joined onstage by George Clinton and the P-Funk All Stars while performing Give It Away. The band was forced to cancel the remainder of the tour due to Flea being forced to rest for 12 months after being diagnosed with Chronic Fatigue Syndrome. Arik was eventually fired after the tour and his short-term replacement was Jesse Tobias though Dave Navarro, who originally turned down the offer to replace John Frusciante suddenly became available so Tobias was fired and Navarro was hired.
| Date              | City                        | Venue                            |
| ----------------- | --------------------------- | -------------------------------- |
| January 15, 1993  | São Paulo, Brasil           | Hollywood Rock Festival          |
| January 22, 1993  | Río de Janeiro, Brasil      | Hollywood Rock Festival          |
| January 26, 1993  | Buenos Aires, Argentina     | Estadio Obras Sanitarias         |
| February 6, 1993  | Buenos Aires, Argentina     | Estadio Obras Sanitarias         |
| February 9, 1993  | New Orleans, LA             | The Quad                         |
| February 24, 1993 | Los Ángeles, CA             | Shrine Auditorium                |
| June 25, 1993     | Glastonbury, England        | Glastonbury Festival (CANCELLED) |
| June 26, 1993     | Dublín, Ireland             | Dalymount Park (CANCELLED)       |
| July 4, 1993      | Roskilde, Denmark           | Roskilde Festival (CANCELLED)    |
| July 5, 1993      | Estocolmo, Sweden           | Sjöhistoriska museet (CANCELLED) |
| July 10, 1993     | Sankt Goarshausen, Alemania | Bizarre Festival (CANCELLED)     |
| August 14, 1993   | Winnipeg, MB                | Glimby Park (CANCELLED)          |

## Opening Acts
- Pearl Jam
- Smashing Pumpkins
- Nirvana
- Rollins Band
- X
- Buglamp
- The Family Stand